# Friedrich Wilhelm Irgang
Friedrich Wilhelm Irgang   (Hirschberg, 1836 - 1918) fou un músic, organista i musicòleg alemany.
Estudià en l'Acadèmia Reial de Berlín, i després a Praga, on tingué per mestre en Proksch. El 1863 obrí a Görlitz un Institut de Música i posteriorment fou nomenat organista de l'església de la Trinitat d'aquella ciutat. Des de 1881 ocupà la plaça d'organista i director de música del Poedagogium de Züllichau.
Publicà els tractats Leitfaden der allg, Musiklehre (5.ª ed., 1908) i Lehrbuch der musikalischen Harmonie i diverses obres per a piano.